# オーウェン・ワトキン
オーウェン・ワトキン（Owen Watkin、1996年10月12日 - ）は、ユナイテッド・ラグビー・チャンピオンシップ、オスプリーズに所属するラグビー選手。

## プロフィール
- ウェールズ・ブリジェンド出身。
- ポジションはセンター(CTB)。
- 身長 188cm、体重 100kg
- U20ウェールズ代表に選ばれたことがある[1]。
- ウェールズ代表キャップは27（2022年12月現在）でラグビーワールドカップ2019のウェールズ代表に選ばれた。

## 略歴
2015年、オスプリーズに加入。